# Daechi-dong
Daechi-dong là một phường giàu có ở Gangnam-gu, Seoul, Hàn Quốc. Daechi-dong được chia thành 3 “dong” khác nhau gồm Daechi 1-dong, 2-dong, và 4-dong. Daechi-dong được coi là khu dân cư cao cấp ở Gangnam. Do đó, tình hình bất động sản luôn trong tình trạng cạnh tranh cao và đắt so với khu vực khác ở Gangnam. Yangjaecheon là một dòng suối chạy qua trung tâm Daechi-dong.

## Tên và lịch sử
Cái tên Daechi-dong bắt nguồn từ tiếng Trung Quốc Chinese, phố Hanti, có nghĩa là thành phố nằm dưới chân đồi. Daechi-dong có rất nhiều tên. Chỉ sau thời Nhà Triều Tiên, nó được gọi là Unju-myeon, và được quản lý như một phần của Gwangju-gun, Gyeonggi-do. Vào ngày 1 tháng 4 năm 1914, đổi tên thành Daechi-li, và tái phân chia thành Unju-myeon, Kwangju-gun. Và cuối cùng đổi tên thành Daechi-dong và trở thành một phần của thành phố Seoul khi quận hành chính của thành phố mở rộng vào ngày 1 tháng 1, 1963, với điều luật số 1172 sau khi giành độc lập khỏi sự xâm chiếm của Nhật Bản. Tính đến ngày 1 tháng 10, 1975, nó thuộc phân cấp hành chính của Gangnam-gu và duy trì đến ngày nay.

## Giáo dục
Ở Hàn Quốc, Daechi-dong được gọi là ‘Mecca của giáo dục tư nhân’. Nó là do một phần của sự tập trung hagwons cao ở khu vực này. Giá bất động sản ở Daechi-dong rất cao so với phường khác ở Gangnam. Nó còn là nơi đưa hầu hết các học sinh đến với các đại học danh giá của Hàn Quốc như: Đại học Quốc gia Seoul, Đại học Cao Ly, và Đại học Yonsei. Vào đầu những năm 1960 khi hagwons bắt đầu mở cửa gần các trường trung học. Hiện này, có hơn 950 hagwon ở Daechi-dong.
Cơ sở hạ tầng giáo dục đã thu hút nhiều hộ gia đình đến đây, và là một trong những lý do lớn nhất khiến bất động sản ở Daechi-dong có giá cao.

### Trường học
Danh sách trường học ở Daechi-dong:
- Trường tiểu học Daehyun
- Trường tiểu học Daechi
- Trường tiểu học Dogok
- Trường tiểu học Daegok
- Trường trung học Daemyeong
- Trường trung học Daecheong
- Trường trung học Whimoon
- Trường trung học đại học Dankook
- Trường cao trung Whimoon
- Trường cao trung công nghệ Dankook
- Trường trung học đại học Dankook

## Địa điểm thu hút
Yangjaecheon là một con suối lớn chảy qua Daechi-dong. Nó tương đối dài và chạy qua 4 dong. Yangjaecheon là kết quả của việc khôi phục một đầm lầy tự nhiên đã bị ô nhiễm, và nó là nhà của 22 loài cá (như cá da trơn) và hơn 150 loài cây. Ngoài ra còn có nhiều loài chim, bao gồm sậy ong, cò trắng, nhím, và thiên nga.
Trung tâm triển lãm & hội nghị Seoul (SETEC) nằm ở Daechi-dong. SETEC là một trung tâm triển lãm hội nghị chuyên nghiệp với triển lãm đặc biệt, hội nghị quốc tế, và phòng hội nghị lớn. Một vài sự kiện lớn đã được tổ chức tại đây như International Fair Trade Conference và LOGIN TOURISM.

## Vận chuyển
Phường được phục vụ bởi các nhà ga của Tàu điện ngầm Seoul như sau:
- Daechi (Tuyến 3)
- Dogok (Tuyến 3, Tuyến Bundang)†
- Hangnyeoul (Tuyến 3)
- Hanti (Tuyến Bundang)
- Samseong (Tuyến 2)
- Seolleung (Tuyến 2, Tuyến Bundang)

## Phân cấp hành chính
, 2-dong ở phía Nam, 3-dong